# 朱庇特、尼普顿和普路托
《朱庇特、尼普顿和普路托》是意大利巴洛克大师卡拉瓦乔的一幅油画，绘制于约 1597 年。它位于奥罗拉别墅 ，这是罗马昔日卢多维西别墅的狩猎小屋。油画 通常是画在画布上，少数画在木板上，但这幅画罕见地画在石膏上。有时这幅画被错误地称为湿壁画。
这幅画是由卡拉瓦乔的赞助人德尔蒙特枢机主教订制，画在枢机的乡村庄园赌场的天花板上，庄园后来称为卢多维西别墅。枢机对炼金术有着浓厚的兴趣。卡拉瓦乔描绘了帕拉塞尔苏斯的炼金三原素：朱庇特代表硫磺和空气，尼普顿代表水银和水，普路托代表盐和土。每个人物都用野兽来识别：老鹰代表朱庇特，海马 代表尼普顿，三头犬 刻耳柏洛斯代表普路托。朱庇特正在伸出手来移动太阳围绕地球旋转的天球。伽利略是德尔蒙特的朋友，但尚未在宇宙学上留下自己的印记。
根据一位早期传记作者的说法，卡拉瓦乔画这幅画的目的之一，是反击那些声称他不懂透视法的批评家。这三个人物展示了可以想象到的最引人注目的透视。而且三位神灵与卡拉瓦乔总是根据真人模特作画的说法相矛盾，他们的脸似乎都是画家本人。 
2018 年，卢多维西家族的最后一位业主去世后发生继承纠纷，家族的私人财产 奥罗拉别墅，包括壁画，于 2021 年挂牌出售。卡拉瓦乔的画作，使得别墅价格上涨，有可能使其成为全球最昂贵的住宅之一。  2022 年 1 月 18 日，别墅由公证人拍卖，最低出价为 4.71 亿欧元。别墅的修复估计需要 1000 万欧元。